# Euptera fallax
Euptera fallax is een vlinder uit de familie Nymphalidae. De wetenschappelijke naam is voor het eerst geldig gepubliceerd in 2014 door Michel Libert.

## Type
- holotype: "male, V.2012"
- instituut: ABRI, Nairobi, Kenia
- typelocatie: "République démocratique du Congo, Kithokolo, Kivu"